# Stazione di Campo Reggiano
La stazione di Camporeggiano è stata una fermata ferroviaria posta lungo la ex linea ferroviaria a scartamento ridotto Arezzo-Fossato di Vico chiusa nel 22 maggio 1945 a causa dei bombardamenti della Seconda guerra mondiale, era a servizio della frazione Camporeggiano del comune di Gubbio.
La stazione era situata nella «stretta valle del torrente Assino che costituiva il percorso più "povero" del tracciato» Arezzo - Fossato. Tra Montecorona e Gubbio il treno «incontrava le due ultime gallerie, ubicate tra le stazioni di Camporeggiano e Pietralunga», dopo di che si riavvicinava al percorso della Statale 219 fino a Mocaiana per poi raggiungere, in tratto ascendente, Gubbio.